# Hylophylax punctulatus
Formigueiro-da-várzea ou guarda-várzea (Hylophylax punctulatus) é uma espécie de ave da família Thamnophilidae.
Pode ser encontrada nos seguintes países: Bolívia, Brasil, Colômbia, Equador, Guiana Francesa, Peru e Venezuela.
Os seus habitats naturais são: pântanos subtropicais ou tropicais.

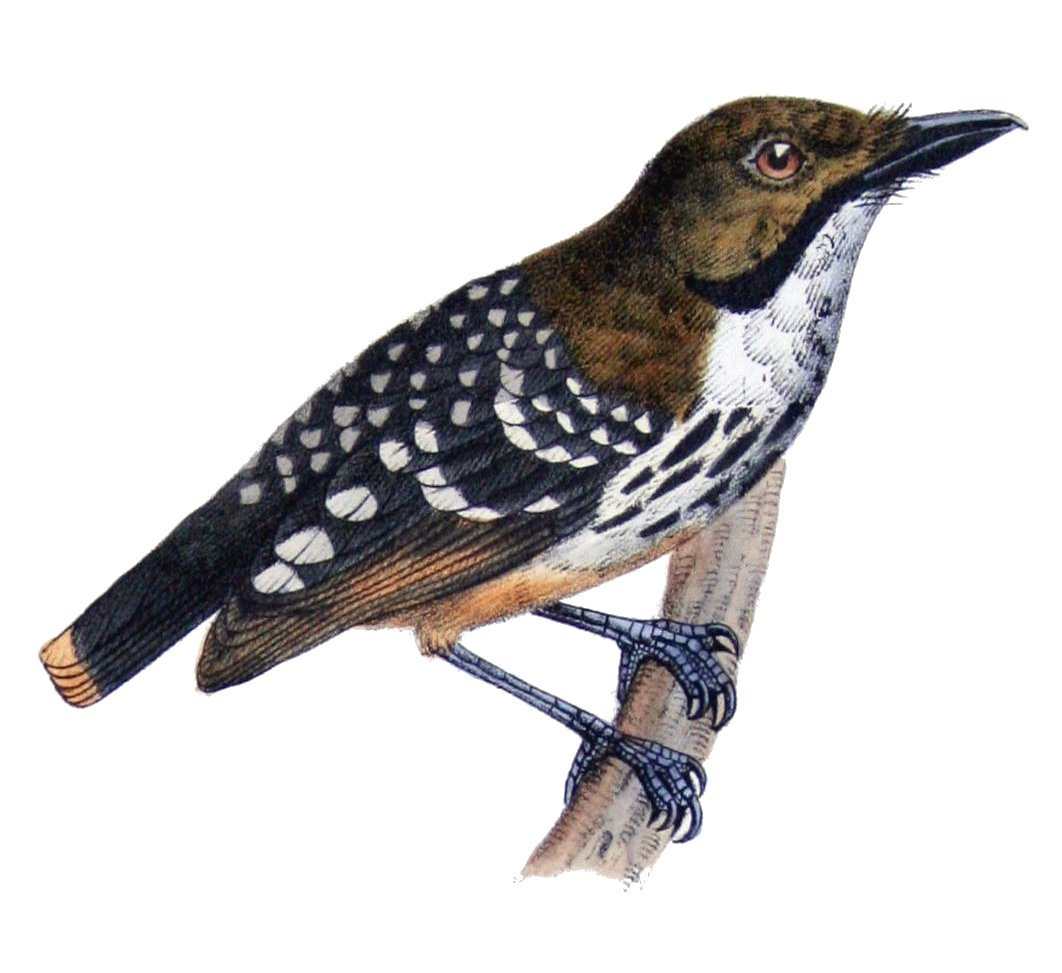
Hylophylax punctulatus Castelnau